# Нови Котелци
Нови Котелци (грч. Νέα Κοτύλη) је насељено место у општини Нестрам у периферији Западна Македонија, Грчка. Према попису из 2021. године било је 92 становника.
Након грађанског рата, изграђено је ново насеље Нови Котелци, где су насељени повратници из грчког села Котелци које је страдало током рата.